# Margot Hallemans
Margot Hallemans (Hemiksem, 17 april 1993) is een Vlaamse Actrice, vooral bekend als Hanne Van den Bossche in de VTM-serie Familie. In juni 2009 moest ze haar rol in Familie opgeven omdat de opnamen niet meer te combineren waren met haar studies. Na vier jaar afwezigheid pakte ze in het najaar van 2013 haar rol in de soap weer op.

## Loopbaan
Naast haar rol in Familie speelde Hallemans enkele gastrollen in de Eén-serie Witse en de VTM-reeks Binnenstebuiten. Ook deed ze mee aan een aantal theaterproducties. Zo had ze een rol in het theaterstuk Je ne comprends pas van regisseur Peter Seynaeve. In 2008 stond ze met Cement op het Jonge Harten Theaterfestival in Groningen. Hallemans deed auditie voor K3 zoekt K3 maar kon de publieksjury niet overtuigen.

## Televisie

### Hoofdrollen
- Familie - Hanne Van den Bossche (2006-2009, 2013-heden)

### Gastrollen
- Fair Trade (2023) - Norah
- Vermist - Siska (2016)
- Binnenstebuiten - Evy Coppens (2013)
- Witse - Julie Terrin (2010)

## Theater
- De dood en het meisje (2004-2006, theatergroep Zeven)
- 5 x kort (2006-2007, jeugdtheater BRONKS)
- Je ne comprends pas (2006-2008, jeugdtheater BRONKS/Jan)
- Cement (2008-2009, jeugdtheater Jan)
- De tante van Charlie - Peggy (2017, De Komedie Compagnie)
- Kerstekinderen (2021, Sven De Ridder Company)